# NGC 528
NGC 528 is een lensvormig sterrenstelsel in het sterrenbeeld Andromeda. Het hemelobject ligt 199 miljoen lichtjaar (60,9 × 106 parsec) van de Aarde verwijderd en werd ontdekt op 22 augustus 1865 door de Duits-Deens astronoom Heinrich Louis d’Arrest.

## Synoniemen
- GC 5176
- IRAS 01226+3324
- 2MASX J01253359+3340165
- MCG +05-04-057
- PGC 5290
- UGC 988
- ZWG 502.83